# Гусман Фернандес, Антонио
Сильвестре Антонио Гусман Фернандес (исп. Silvestre Antonio Guzmán Fernández; 12 февраля 1911 — 4 июля 1982) — доминиканский политик и бизнесмен, занимавший пост президента Доминиканской Республики с 1978 по 1982 год.

## Ранняя биография
Родился 12 февраля 1911 года в городе Консепсион-де-ла-Вега. Там же окончил начальную и среднюю школы. В 1939 году женился на Рене Кланг Авелино, дочери француза и бразильянки, с которой у него было двое детей.
Работал с экспортом фруктов и вскоре сделался преуспевающим владельцем ранчо и богатым скотоводом. Будучи одним из первых членов организованной Хуаном Бошем Доминиканской революционной партии, занимал пост министра сельского хозяйства в недолгий период администрации Боша в 1963. В мае 1966 был кандидатом на должность вице-президента от своей партии при выдвижении Боша кандидатом в президенты (выборы в итоге выиграл Хоакин Балагер).
В 1974 А. Гусман уже сам участвовал в президентской кампании в качестве кандидата от объединённой оппозиции. Однако был снят с неё в результате того, что Балагер изменил правила проведения выборов.

## Президентство
Снова баллотировался на пост президента в 1978 году, его соперником вновь был Балагер. Когда при подсчёте голосов стала очевидна тенденция в пользу Гусмана, военные приостановили подсчёт. Тем не менее, на фоне активных протестов в стране и сильного давления из-за рубежа подсчёт голосов был возобновлён. Таким образом, Балагер впервые не смог победить в избирательной кампании, а в истории страны впервые произошёл мирный процесс передачи власти действующим президентом оппозиционному кандидату.
Политический план Гусмана состоял в неспешном и поступательном реформировании социально-экономической жизни Доминиканской Республики, в то же время он старался непосредственно взаимодействовать с вооружёнными силами, имевшими возможность оказывать сильнейшее политическое давление. Для получения контроля над армией, он переназначал и увольнял с военных должностей тех, кто не поддерживал его политику, параллельно назначая на высокие посты молодых офицеров, лояльных его курсу. Кроме того, создавал официальные учреждения по подготовке и обучению офицерского состава.
Политические планы А. Гусмана ограничивались большинством Национального конгресса, состоящего из членов Реформистской партии Балагера. Это большинство давало им возможность наложения вето при попытках президента провести различные реформы.
К достижениям его президентства также относят улучшение системы общественного транспорта в стране, увеличение минимального размера оплаты труда. Основывал свою политику на улучшении сельскохозяйственного и агропромышленного секторов. Был довольно популярен среди среднего и бедного классов, в основном благодаря своим программам занятости и развития сельских районов. Но даже при том, что был проведён целый ряд реформ, а также чистка в армии, в период его правления наблюдался экономический спад, который ещё больше усугубил ударивший по стране в 1979 году ураган «Дэвид».

## Самоубийство
А. Гусман покончил с собой 4 июля 1982 года, находясь в своём кабинете в Национальном дворце. Обстоятельства его смерти до сих пор являются предметом споров (есть мнение, что он был застрелен, также широко распространено мнение, что он покончил с собой из-за обвинений в коррупции против его руководства (но не против него самого)). Очень вероятно, что президент страдал депрессией, но скрывал это от всех. Вице-президент Хакобо Махлута Азар стал действующим президентом и выполнял его обязанности в оставшиеся 43 дня из четырёхлетнего срока.